# Świadkowie Jehowy w Haiti
Świadkowie Jehowy w Haiti – społeczność wyznaniowa w Haiti, należąca do ogólnoświatowej wspólnoty Świadków Jehowy, licząca w 2023 roku 17 870 głosicieli, należących do 262 zborów. W 2023 roku na dorocznej uroczystości Wieczerzy Pańskiej zgromadziły się 68 862 osoby. Działalność miejscowych głosicieli koordynuje Biuro Oddziału w Port-au-Prince.

## Historia

### Początki
Pierwsze listy z Haiti do Towarzystwa Strażnica zaczęły napływać w lutym 1887 roku. W 1929 roku na wyspę przybyła pionierka, która głosiła w Haiti na przełomie lat 1929/1930. W 1938 roku prawnik Démosthène Lhérisson z Aquin zaczął czytać publikacje Świadków Jehowy wydane przez Towarzystwo Strażnica i zaczął dzielić się wiedzą biblijną z innymi.
W 1943 roku publikacje Towarzystwa Strażnica trafiły do Solomona Sévère’a ze wsi Vieux-bourg koło Aquin. W 1944 roku w Haiti 7 osób prowadziło działalność kaznodziejską. W 1945 roku zanotowano liczbę 10 głosicieli, a ogólna liczba godzin przeznaczonych na publiczne głoszenie wyniosła 6164. W sierpniu do tej grupy dołączyło dwóch misjonarzy – Roland Fredette i Harold Wright, absolwentów Biblijnej Szkoły Strażnicy – Gilead.

### Rozwój działalności
W 1946 roku Haiti odwiedzili Nathan H. Knorr i Frederick W. Franz, którzy wygłosili przemówienie do 74 osób. 1 kwietnia otwarto Biuro Oddziału. Wkrótce potem Towarzystwo Strażnica zostało uznane prawnie. Przybyło kolejnych pięciu misjonarzy, którzy głosili w pobliżu Port-au-Prince i dalej w stronę Cap-Haïtien na północnym wybrzeżu. W 1948 do Haiti przybyło czterch dalszych absolwentów Szkoły Gilead, pochodzących z Kanady: w kwietniu Alexander Brodie oraz Harvey Drinkle, a latem Fred i Peter Lukucowie. Mieszkali w domu misjonarskim przy Rue Capois 32 i prowadzili działalność kaznodziejską w Port-au-Prince.
W 1949 roku w Vieux-bourgu, liczącym około 400 mieszkańców, było 21 Świadków Jehowy – więcej niż w Port-au-Prince. Rok później odbył się pierwszy w Haiti kongres pod hasłem „Rozrost Teokracji” z udziałem 474 osób, w tym 86 miejscowych Świadków Jehowy. Po raz pierwszy przetłumaczono publikacje biblijne na język kreolski haitański.
Na koniec 1950 roku zanotowano liczbę 99 głosicieli.
19 kwietnia 1951 roku Ministerstwo do Spraw Wyznań nakazało zawiesić wszelką działalność Świadków Jehowy w Haiti (fałszywe oskarżenie o komunizm). Policja zamknęła Sale Królestwa, ale zebrania religijne odbywały się dalej w domach prywatnych. W Carrefour powstał pierwszy haitański zbór liczący 10 głosicieli i przyjechało jeszcze 5 misjonarzy. Wkrótce (po 3 miesiącach) wznowiono oficjalną działalność.
W 1954 roku przybyło do Haiti dwóch członków zarządu Towarzystwa Strażnica. Rozpoczęto wyświetlanie we wszystkich miastach filmu „Społeczeństwo Nowego Świata w działaniu”. W kwietniu 1956 przybyło do Haiti małżeństwo misjonarzy – George i Thelma Corwinowie. Działali w Saint-Marc, gdzie wkrótce powstał zalążek zboru. Rok później odbyło się zgromadzenie okręgowe pod hasłem „Życiodajna mądrość”, na którym w charakterze nadzorcy strefy przemawiał Don A. Adams.
W połowie 1960 roku 23 zbory skupiały ponad 800 głosicieli.
23 stycznia 1962 roku władze w Biurze Oddziału skonfiskowały „Przebudźcie się!” z 8 stycznia 1962 roku (wydanie francuskie), które w jednym z artykułów cytowało francuskie gazety Le Monde i Le Soir donoszące, że w Haiti w dalszym ciągu praktykuje się wudu. Aresztowano także misjonarzy: Andrew D’Amico i Maxima Danyleyko. W marcu i kwietniu wydalono z kraju wszystkich misjonarzy.
W 1963 roku zanotowano liczbę 1036 głosicieli. W 1970 roku w stolicy Port-au-Prince zbudowano skromną Salę Zgromadzeń i zanotowano liczbę 2049 głosicieli.
W kwietniu 1973 roku Radio Haiti zaczęło nadawać w każdą środę wieczorem półgodzinny program Towarzystwa Strażnica, zatytułowany Słowo Twoje jest prawdą, który miał na celu bliższe zapoznanie ze Świadkami Jehowy oraz rozwianie uprzedzeń, które się zrodziły pod wpływem szkalujących ich audycji.
W maju 1981 roku do Haiti ponownie przyjechali misjonarze.

### Prawna rejestracja i rozwój działalności
W roku 1986 L’Association Chrétienne les Témoins de Jéhovah d’Haiti (Chrześcijański Związek Świadków Jehowy w Haiti) uzyskał osobowość prawną. 25 stycznia 1987 roku nastąpiło uroczyste oddanie do użytku nowego Biura Oddziału i Sali Zgromadzeń. W roku 1987 rozpoczęto tłumaczenie publikacji biblijnych na język kreolski haitański. Na łamach haitańskiego Dziennika Urzędowego z 20 lutego 1989 napisano, że po uwzględnieniu faktu, iż l’Association Chrétienne‚ LES TÉMOINS DE JÉHOVAH D’HAITI’ od wielu lat wnosi wkład w kształcenie szerokich mas na terenach wiejskich i miejskich naszego kraju, organizując kursy czytania i pisania, związek uznano za stowarzyszenie użyteczności publicznej, któremu przysługują prawa i przywileje związane z przyznaniem osobowości prawnej.
W 1990 roku w Bidouze w ciągu 4 dni wolontariusze zbudowali Salę Królestwa tzw. metodą szybkościową. W czerwcu 1993 roku zanotowano nową najwyższą liczbę głosicieli – 8392 w 174 zborach. Na uroczystości Wieczerzy Pańskiej w kwietniu zgromadziło się 44 476 osób.
23 listopada 2003 roku nastąpiło uroczyste oddanie do użytku nowego Biura Oddziału. Miejscowa rodzina Betel liczy 54 osoby.
W 2004 roku Świadkowie Jehowy zorganizowali ogólnokrajową pomoc dla poszkodowanych przez powódź.
W 2007 roku w Haiti działało 14 772 Świadków Jehowy, należących do 217 zborów, a na uroczystości Wieczerzy Pańskiej zgromadziło się 78 621 osób. W 2008 roku osiągnięto liczbę 15 214, a rok później przekroczono liczbę 16 000 głosicieli.
12 stycznia 2010 roku w wyniku trzęsienia ziemi na Haiti zginęło 154 Świadków Jehowy – na obszarze zamieszkanym przez ponad 10 000 wyznawców. Zorganizowano dla poszkodowanych pomoc humanitarną, prowadzoną głównie przez miejscowych Świadków Jehowy i współwyznawców z Dominikany i z Gwadelupy, a także zespoły medyczne m.in.: z Niemiec, ze Szwajcarii, z Francji, z Kanady, ze Stanów Zjednoczonych i z państw karaibskich. Najciężej ranni współwyznawcy zostali przetransportowani do szpitali w Dominikanie. Pomoc humanitarna wyniosła ponad 450 ton darów, w tym około 400 tysięcy posiłków. Wybudowano dla poszkodowanych ponad 1700 domów. W 115 zborach dotkniętych katastrofą zorganizowano specjalistyczną pomoc w leczeniu zespołu stresu pourazowego.
2 lipca 2010 roku na kongresie pod hasłem „Trwaj przy Jehowie!” ogłoszono wydanie w języku kreolskim haitańskim Chrześcijańskich Pism Greckich w Przekładzie Nowego Świata. 17 lipca 2015 roku na kongresie pod hasłem „Naśladujmy Jezusa!” ogłoszono wydanie w języku kreolskim haitańskim Pisma Świętego w Przekładzie Nowego Świata.
W roku 2013 Biuro Sekretarza Stanu do spraw Integracji Osób Niepełnosprawnych w Haiti (BSEIPH) nagrodziło Świadków Jehowy w Haiti za ich wysiłki związane z przystosowaniem Sali Królestwa w Les Cayes do potrzeb osób niepełnosprawnych. 3 grudnia 2015 roku BSEIP przyznało Chrześcijańskiemu Stowarzyszeniu Świadków Jehowy w Haiti nagrodę w kategorii „Komunikacja i technologia” za przyczynienie się do integracji osób niepełnosprawnych z resztą społeczeństwa przez komunikowanie się i dostęp do technologii w języku migowym i w alfabecie brajla.
W roku 2014 haitańska delegacja Świadków Jehowy uczestniczyła w kongresie międzynarodowym pod hasłem „Szukajmy najpierw Królestwa Bożego!” w Nowym Orleanie w Stanach Zjednoczonych.
W październiku 2016 roku zorganizowano pomoc humanitarną dla poszkodowanych przez huragan Matthew. Powołano trzy Komitety Pomocy Doraźnej nadzorujące 14 brygad budowlanych, które objęły działaniem remont i odbudowę 203 uszkodzonych i zniszczonych domów.
W 2017 roku przekroczono liczbę 20 tysięcy głosicieli.
Zebrania zborowe, kongresy regionalne i zgromadzenia obwodowe odbywają się w języku kreolskim haitańskim, hiszpańskim i amerykańskim migowym. W 2018 roku do 4 zborów i 8 grup amerykańskiego języka migowego należało 87 głosicieli.
W haitańskim Biurze Oddziału literatura biblijna jest tłumaczona na miejscowy język kreolski oraz przygotowywane są publikacje audiowizualne i w brajlu.